# Micrathetis
Micrathetis là một chi bướm đêm thuộc họ Noctuidae.

## Loài
- Micrathetis canifimbria (Walker, 1866)
- Micrathetis costiplaga (Smith, 1908)
- Micrathetis dasarada (Druce, 1898)
- Micrathetis tecnion Dyar, 1914
- Micrathetis triplex (Walker, 1857)